# The Vectors (album)
The Vectors är en fullängdsskiva av det svenska bandet The Vectors, utgivet som LP på New Lifeshark Records (NLR021) 1998. Omslaget och texthäftet censurerades av skivbolaget och blev därför The Vectors sista släpp på New Lifeshark.

## Låtlista
1. Straitjacket
2. One or None
3. Adolf Hitler Stroll
4. Inconsiderate Requests
5. Brave New Science
6. The Message
7. I Hate You
8. On Your Knees
9. Where D'ya Go?
10. Quit Your Job
11. Ice Cold War
12. Fuck Punk Rock
13. You Can't Grind Us Down